# Antoni Kopaczewski (samorządowiec)

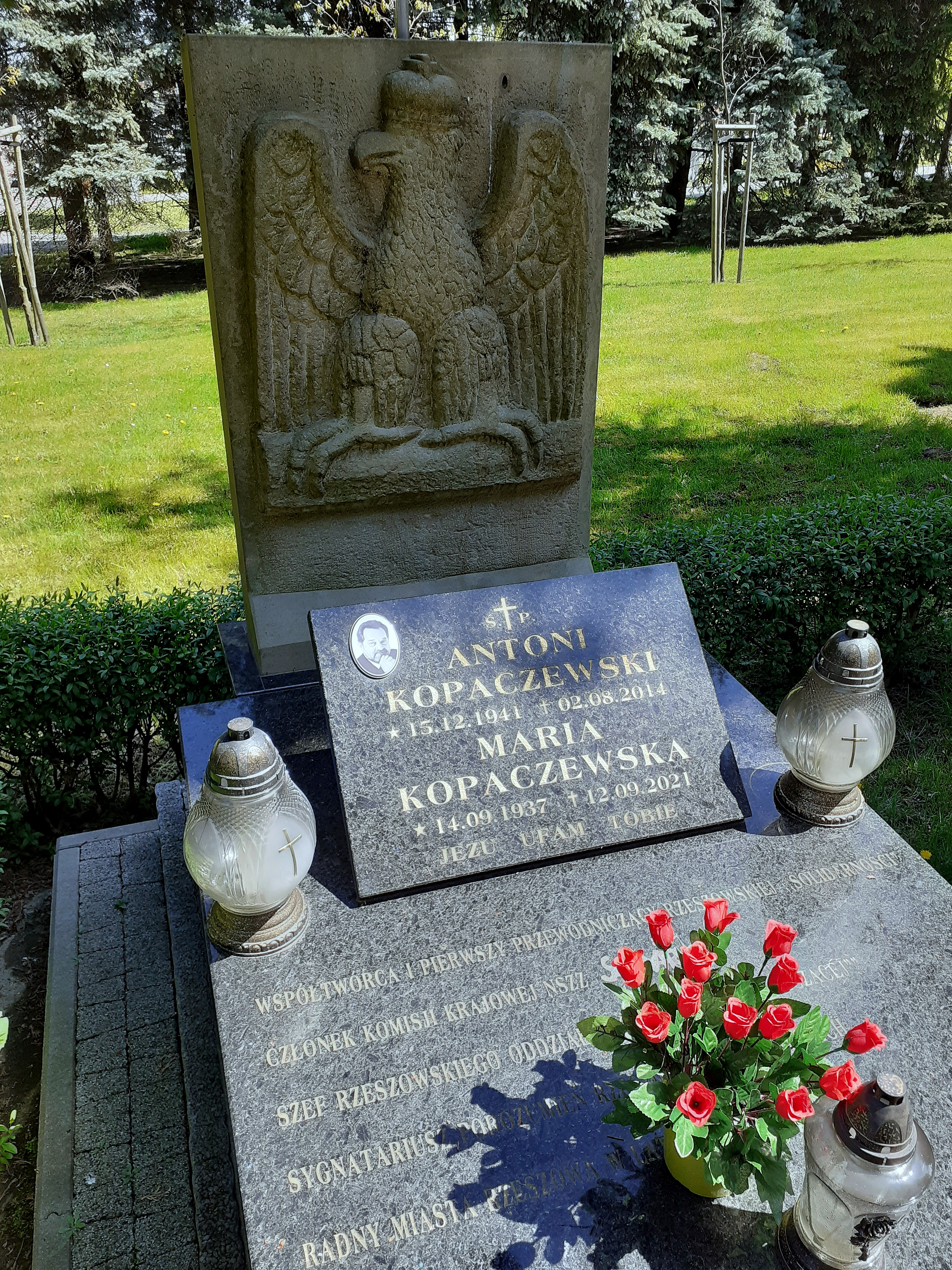
Grób Antoniego Kopaczewskiego

Antoni Kopaczewski (ur. 15 grudnia 1941 w Piaskach, zm. 2 sierpnia 2014 w Rzeszowie) – polski samorządowiec, działacz opozycji demokratycznej w okresie PRL, sygnatariusz porozumień rzeszowsko-ustrzyckich.

## Życiorys
Syn Antoniego Kopaczewskiego (pseud. Lew), żołnierza Armii Krajowej. Z zawodu formierz odlewnik, pracował w Wytwórni Sprzętu Komunikacyjnego „PZL-Rzeszów”. W okresie sierpnia 1980 uczestniczył w strajku w swoim zakładzie pracy, został przewodniczącym Międzyzakładowego Komitetu Strajkowego w Rzeszowie, członkiem „Solidarności”, delegatem na I Krajowy Zjazd Delegatów w Gdańsku, członkiem Komisji Krajowej związku. W lutym 1981 brał udział w zorganizowaniu strajku, który doprowadził do podpisania porozumień rzeszowsko-ustrzyckich (sygnował je jako jeden z dwóch przedstawicieli Międzyzakładowego Komitetu Założycielskiego NSZZ „Solidarność” Rzeszów). Po wprowadzeniu stanu wojennego został internowany na okres od grudnia 1981 do sierpnia 1982. Od 1983 był liderem regionalnego oddziału Solidarności Walczącej.
Działał w Partii Wolności; w 1991 kandydował bezskutecznie z jej listy w wyborach parlamentarnych. W wyborach parlamentarnych w 1997 bez powodzenia ubiegał się o mandat poselski z listy Bloku dla Polski w województwie rzeszowskim, otrzymując 614 głosów. 
W 1994, 1998 i 2002 wybierany do rady miejskiej w Rzeszowie. W wyborach samorządowych w 2006 i 2010 uzyskiwał mandat radnego Rzeszowa kolejnych kadencji z ramienia Prawa i Sprawiedliwości. W 2005 został jednym z liderów partii Stronnictwo Ludowe „Ojcowizna”, a następnie prezesem honorowym tej organizacji.
Został pochowany 8 sierpnia 2014 w alei zasłużonych na cmentarzu Wilkowyja w Rzeszowie.

## Odznaczenia i wyróżnienia
W 1990 został uhonorowany przez prezydenta RP na uchodźstwie Ryszarda Kaczorowskiego Krzyżem Kawalerskim Orderu Odrodzenia Polski. W 2006 prezydent Lech Kaczyński, za wybitne zasługi w działalności na rzecz przemian demokratycznych w Polsce, za osiągnięcia w pracy zawodowej i społecznej, odznaczył go Krzyżem Komandorskim tego orderu. W 2001 odznaczony Złotym Krzyżem Zasługi. W 2010 otrzymał Krzyż Solidarności Walczącej. Wyróżniony także odznaką honorową „Zasłużony dla Województwa Podkarpackiego”. W 2016 pośmiertnie odznaczony Krzyżem Wolności i Solidarności.